# Medal Wybitnej Służby (Australia)
Medal Wybitnej Służby (ang. Distinguished Service Medal, skr. DSM) – australijskie wojskowe odznaczenie ustanowione 15 stycznia 1991, zastępujące dotychczasowe brytyjskie odznaczenie o identycznej nazwie.
Przyznawane jest za wybitne przywództwo w akcji („distinguished leadership in action”); może być nadane wielokrotnie (oznacza się to za pomocą okuć na wstążce zwanych z ang. BAR), również pośmiertnie.
Na liście australijskich trzech odznaczeń wojskowych nadawanych za wybitną służbę jest drugie w kolejności za Krzyżem Wybitnej Służby (DSC), a przed Pochwałą za Wybitną Służbę.
W australijskiej kolejności starszeństwa odznaczeń zajmuje miejsce bezpośrednio po Medalu za Odwagę, a przed Medalem Służby Publicznej.
Osoby odznaczone tym medalem mają prawo umieszczać po swoim nazwisku litery „DSM”.